# Communion
Communion är en dubbelskiva och det femte albumet av det svenska rockbandet The Soundtrack of Our Lives. Albumet släpptes 2008. Omslaget till skivan är designat av Martin Kann, som vanligtvis designar bob hunds omslag.

## Låtlista
CD1
1. "Babel On" – 6:24
2. "Universal Stalker" – 4:43
3. "The Ego Delusion" – 5:04
4. "Pineal Gland Hotel" – 0:50
5. "Ra 88" – 4:05
6. "Second Life Replay" – 5:24
7. "Thrill Me" – 3:12
8. "Fly" – 4:33
9. "Pictures of Youth" – 4:34
10. "Mensa’s Marauders" – 2:22
11. "Just a Brother" – 3:29
12. "Distorted Child" – 3:44

CD2
1. "Everything Beautiful Must Die" – 4:50
2. "The Fan Who Wasn’t There" – 2:27
3. "Flipside" – 3:24
4. "Lost Prophets in Vain" – 3:35
5. "Songs of the Ocean" – 5:54
6. "Digitarian Riverbank" – 2:59
7. "Reconnecting the Dots" – 3:54
8. "Without Warning" – 3:15
9. "Utopia" – 4:07
10. "Saturation Wanderers" – 3:27
11. "Lifeline" – 2:14
12. "The Passover" – 5:02